# Pampagors
De pampagors (Embernagra platensis) is een soort van vogel uit de familie Thraupidae (tangaren).

## Verspreiding en leefgebied
De soort telt vier ondersoorten:
- E. p. platensis: noordelijk Bolivia, centraal en oostelijk Paraguay, zuidoostelijk Brazilië, Uruguay en oostelijk Argentinië.
- E. p. olivascens: zuidoostelijk Bolivia, westelijk Paraguay en noordelijk Argentinië.
- E. p. catamarcana: Catamarca in noordwestelijk Argentinië.
- E. p. gossei: het westelijk deel van Centraal-Argentinië.